# Шеннон Боккс
Шеннон Боккс   (англ. Shannon Boxx, 29 червня 1977) — американська футболістка, олімпійська чемпіонка.

## Виступи на Олімпіадах
| Олімпіада   | Дисципліна | Місце |
| ----------- | ---------- | ----- |
| Афіни 2004  | футбол     | 1     |
| Пекін 2008  | футбол     | 1     |
| Лондон 2012 | футбол     | 1     |